# Inside (album kwartetu Dawida Lubowicza)
Inside – pierwszy autorski album Dawida Lubowicza w wykonaniu jego kwartetu jazzowego. Płyta wydana została 10 maja 2018 przez Fundację im. Zbigniewa Seiferta i pod patronatem burmistrza Zakopanego – Leszka Doruli. Nominacje do Fryderyków 2019 («Debiut Roku», «Jazzowy Album Roku»).

## Lista utworów
Opracowano na podstawie materiału źródłowego.
| Nr | Tytuł utworu    | Długość |
| -- | --------------- | ------- |
| 1. | „Highlander”    | 7:23    |
| 2. | „Jazz Babariba” | 3:08    |
| 3. | „Memento”       | 7:03    |
| 4. | „Pieśń Roksany” | 6:34    |
| 5. | „First Waltz”   | 5:59    |
| 6. | „Medium”        | 5:34    |
| 7. | „Obercology”    | 4:05    |
| 8. | „Dla M. D.”     | 5:27    |
| 9. | „Turbofolk”     | 8:29    |
|    |                 | 53:42   |

## Wykonawcy

### Dawid Lubowicz Quartet
- Dawid Lubowicz – skrzypce, skrzypce 5-strunowe
- Krzysztof Herdzin – fortepian, akordeon, flet
- Robert Kubiszyn – kontrabas, gitara basowa, gitara tenorowa
- Łukasz Żyta – perkusja

### Goście
- Jacek Kotlarski – śpiew (1)
- Tomasz Kałwak – instrumenty klawiszowe